# County Road Cutters
County Road Cutters är en huliganfirma tillhörande det brittiska fotbollslaget Everton. Firman var en av de största huliganfirmorna under 1980- samt början av 1990-talet.

## Historia
Namnet på firman är en kombination av gatan County Road som leder upp till Evertons arena Goodison Park och för att firman bar fickknivar under huliganbråk.
The Battle of Everton Valley är namnet på ett av de mest omtalade huliganbråken som County Road Cutters var involverade i. När Manchester United spelade bortamatch i Liverpool på Goodison Park följde deras firma Red Army med, vilket följdes upp med ett huliganslagsmål efter matchen. Slagsmålet sägs ha vunnits av County Road Cutters som lämnade 100 personer från Red Army blodiga och skadade efter sig.